# Predrag Pažin
Predrag Pažin (Nevesinje, 14 marzo 1973) è un ex calciatore bosniaco naturalizzato bulgaro, di origini serbe, di ruolo difensore.

## Palmarès

### Club

#### Competizioni nazionali
- Campionato jugoslavo: 3

Partizan: 1995-1996, 1996-1997, 1998-1999
- Coppa di Jugoslavia: 1

Partizan: 1997-1998
- Campionato bulgaro: 1

Levski Sofia: 1999-2000
- Coppa di Bulgaria: 1

Levski Sofia: 1999-2000
- Campionato ucraino: 1

Shakhtar: 2004-2005
- Coppa di Ucraina: 1

Shakhtar: 2003-2004
- Campionato cinese: 1

Shandong Luneng: 2006